# فرش دستباف
فرش دست‌باف گونه‌ای از فرش است که به‌صورت سنتی و با دست بافته می‌شود. این نوع فرش معمولاً از الیاف طبیعی مانند پشم، پنبه و گاه ابریشم تهیه می‌گردد. فرش‌های دست‌باف ایران به دلیل زیبایی در طراحی، کیفیت ساخت و نقوش متنوع، از شهرت جهانی برخوردارند.
فرش دست‌باف، برخلاف فرش ماشینی، دارای بافت گره‌ای است و در بسیاری از مناطق ایران، به‌ویژه تبریز، کاشان، اصفهان، کرمان، مشهد و بلوچستان به‌عنوان یکی از هنرهای سنتی و صنایع دستی شناخته می‌شود. نقش‌ها و طرح‌های این فرش‌ها اغلب برگرفته از نمادهای فرهنگی، طبیعت و مفاهیم عرفانی هستند.

### نقشه فرش
نقشه فرش، راهنمای اصلی بافندگان برای پیاده‌سازی طرح و رنگ در بافت قالی است. این نقشه‌ها به دو صورت کلی وجود دارند: نقشه‌های سنتی (کاغذی) که با دست یا چاپ تهیه می‌شوند و نقشه‌های دیجیتال که با نرم‌افزار طراحی فرش ساخته شده و به‌ویژه در کارگاه‌های مدرن کاربرد دارند.
نقشه‌ها معمولاً به‌صورت خانه‌بندی شده (پیکسلی) تهیه می‌شوند که هر خانه بیانگر یک گره با رنگ مشخص است. در بسیاری از مناطق، فردی به‌نام «نقشه‌خوان» نیز کنار دار قالی حضور دارد و بافندگان را با صدای بلند راهنمایی می‌کند.
در کنار نقشه‌های رسم شده، برخی از بافندگان به شیوهٔ «نقشه ذهنی» یا «ذهنی‌بافی» نیز فرش می‌بافند. در این روش، بافنده بدون استفاده از نقشه مکتوب، بر اساس تجربه، حافظه و مهارت خود، طرح‌ها و نقوش را به صورت مستقیم بر روی دار قالی اجرا می‌کند. این سبک بیشتر در قالی‌های روستایی و عشایری رایج است و نشان‌دهنده دانش عمیق و توانایی بالای هنرمند در خلق اثر است.

## تار و پود
در ساختار فرش دست‌باف، دو عنصر اصلی به‌نام تار و پود وجود دارد. 

### تار
نخ‌هایی عمودی هستند که به دار قالی بسته می‌شوند و ساختار اصلی فرش را شکل می‌دهند. معمولاً از نخ پنبه‌ای، پشمی یا ابریشمی ساخته می‌شوند.

### پود
نخ‌هایی افقی هستند که پس از هر رج گره، از بین تارها عبور داده می‌شوند و گره‌ها را در جای خود محکم می‌کنند. گاهی در یک فرش از دو نوع پود ضخیم و نازک استفاده می‌شود تا انسجام و نرمی بیشتری حاصل شود.
نوع، جنس و تراکم تار و پود تأثیر مستقیمی بر دوام و کیفیت فرش دارد.

### چله‌کشی
چله‌کشی، فرایندی است که طی آن نخ‌های تار به‌صورت منظم و با فاصله‌ی مشخص روی دار قالی کشیده می‌شوند. این مرحله، پایه و ساختار اصلی فرش را شکل می‌دهد و کیفیت آن تأثیر مستقیم بر تقارن، استحکام و یکنواختی بافت دارد.
در چله‌کشی، رعایت دقت در کشش یکنواخت نخ‌ها و فاصله‌ی مساوی بین آن‌ها ضروری است. این کار به‌صورت عمودی (در دارهای عمودی) یا افقی (در دارهای افقی) انجام می‌گیرد و از ابزارهایی مانند نخ‌نما و چوب‌های راهنما برای تنظیم دقیق بهره گرفته می‌شود.

## ابزارهای بافندگی
برای بافت فرش دست‌باف، ابزارهای مختلفی به کار می‌رود که هرکدام نقش ویژه‌ای در روند تولید دارند. مهم‌ترین این ابزارها عبارت‌اند از:
- قلم یا قلاب: برای گره‌زدن نخ پود به دور نخ تار استفاده می‌شود. نوع قلاب در بافت فارسی و ترکی متفاوت است.
- دفه: وسیله‌ای فلزی یا چوبی برای فشردن پودها و گره‌ها به سمت پایین.
- کارد یا چاقو: برای بریدن نخ اضافی بعد از گره‌زدن.
- شانه: برای صاف‌کردن و یکدست‌سازی سطح بافته‌شده.

کاربرد صحیح این ابزارها نقش مهمی در کیفیت و نظم فرش نهایی دارد.

## دار قالی
دار قالی، چهارچوبی چوبی یا فلزی است که فرش بر روی آن بافته می‌شود. این ابزار، نقش اساسی در تعیین کیفیت و نظم بافت دارد. دارها به دو نوع اصلی تقسیم می‌شوند: 
- دار افقی

دار افقی بیشتر در مناطق عشایری و روستایی مورد استفاده قرار می‌گیرد و به بافنده این امکان را می‌دهد که بر روی زمین بنشیند و کار کند. این نوع دار معمولاً قابل حمل و ساده‌تر است، اما امکان کنترل دقیق بر کشش تارها را کمتر فراهم می‌کند.
- دار عمودی

دار عمودی که در کارگاه‌ها و مناطق شهری رایج است، ایستاده بوده و به بافنده اجازه می‌دهد در وضعیت نشسته یا ایستاده بافته را دنبال کند. این نوع دار امکان تولید فرش‌های بزرگ، با تراکم بالا و کیفیت یکنواخت‌تر را فراهم می‌سازد.

## گره و بافت
ساختار اصلی فرش دست‌باف بر پایهٔ گره‌هایی است که به دور نخ‌های تار (چله) زده می‌شود. نوع گره، نقش مهمی در استحکام، ظرافت و شکل نهایی فرش دارد. رایج‌ترین انواع گره در فرش‌های ایرانی، گره فارسی (یا سنه) و گره ترکی (یا متقارن) هستند.
در گره فارسی، نخ پود به‌صورت نامتقارن به دور دو نخ تار پیچیده می‌شود و بیشتر در مناطقی مانند اصفهان، کاشان و نائین کاربرد دارد. گره ترکی، که در نواحی مانند تبریز و هریس رایج است، به‌صورت متقارن به دور دو تار زده می‌شود. هر یک از این گره‌ها ویژگی‌هایی خاص دارند و در سبک بافت، سرعت کار و ظرافت نقوش تأثیرگذارند.